# Wu Hong
Wu Hong ou Wou Hong  ou Wu Hung, surnom: Yuandu, nom de pinceau: Zhushi, originaire de Jinxi dans la province du Jiangxi. XVIIe siècle. Actif à Nankin vers 1670-1680. Chinois. Peintre de paysages, paysages d'eau, peinture sur soie.

## Les Huit Maîtres deJinling
Au début de la dynastie des Qing, se constitue un groupe d'artistes, appelés les Huit Maîtres de Jinling (actuelle Nanjing). Capitale nationale au début des Ming et centre politique, culturel et économique du Sud-Est de la Chine, Junling est la ville la plus importante après Beijing. A la fondation des Qing, de nombreux loyalistes se rassemblent. Les Huit Maîtres de Janling: Gong Xian, Fan Qi, Zou Zhe, Wu Hong, Hu Zao, Gao Cen, Ye Xin et Xie Sun, gardent pour la plupart leur loyauté aux Ming et expriment leurs sentiments dans leurs œuvres.

## Biographie
Les dates de naissance et de mort de Wu Hong sont inconnues à ce jour; cependant on sait qu'il exerce son activité entre environ 1670 et 1680. Natif de Jinxi dans la province du Jiangxi, il vit longtemps à Jinling (actuelle Nanjing), comme un peintre talentueux de paysages, de bambous et de rochers. Comme Gao Cen, Wu est poète aussi bien que peintre. Ses œuvres, exécutées avec des traits de pinceau libres, sont de style réaliste. son superbe travail au pinceau est particulièrement évident dans ses œuvres à l'encre dépourvues de couleur.
Le rocher de l'Hirondelle et le Lac Mochou, est divisé en deux sections, dont la deuxième est représentée ici, (page 268). La première dépeint le rocher de l'Hirondelle qui se dresse sur la rive du Fleuve Bleu au nord de Jinling, non loin de la porte Guanyin. Quand la lune est claire, le fleuve devient un large ruban blanc et le rocher, dont la silhouette se détache sur le ciel, ressemble à une hirondelle prête à s'envoler. La peinture représente une scène de nuit; le fleuve est noyé de brume et tout est calme. Des bacs et des bateaux de pêche sont amarrés le long des berges.
La deuxième section montre le lac Mochou, à l'ouest de Jinling. Des pavillons et des sentiers entourent le large lac, de même que des saules. C'est le printemps, comme l'indiquent les fleurs rouges, les arbres verts et les foules de touristes. Peut-être l'artiste a-t-il voulu suggérer que même si le gouvernement a changé, la beauté naturelle est restée intacte.

## Musées

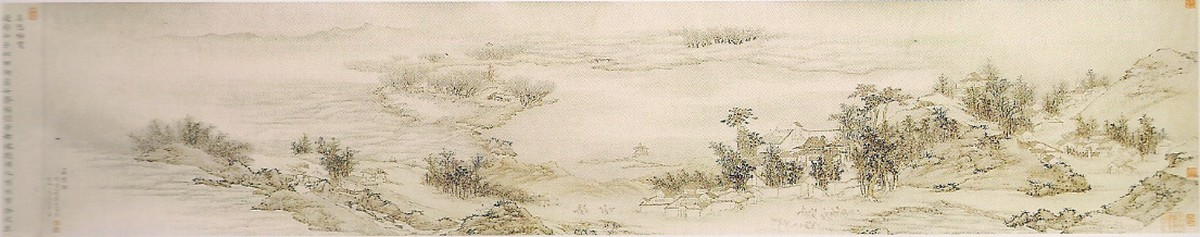
Le rocher de l'hirondelle et le lac Mochou

- Beijing (Musée du palais impérial):
  - Le rocher de l'hirondelle et le lac Mochou, section d'un rouleau portatif, encre sur papier, 31x139,5cm.
- Stockholm (Nat. Mus.):
  - Paysage d'hiver.
  - Bambous sous la neige.